# Nycerella sanguinea
Nycerella sanguinea là một loài nhện trong họ Salticidae.
Loài này thuộc chi Nycerella. Nycerella sanguinea được Elizabeth Maria Gifford Peckham & George William Peckham miêu tả năm 1896.